# Shadow Hearts (série)
Shadow Hearts (シャドウハーツ, Shadōhātsu?) É uma série de RPG lançada para PlayStation 2. "Shadow Hearts" O original foi desenvolvido por Sacnoth e lançada pela Midway nos Estados Unidos em 11 de dezembro de 2001. A sua sequência Shadow Hearts: Covenant (ou Shadow Hearts II), também foi feita pelo mesmo grupo, embora a Sacnoth tenha feito reformas em uma empresa chamada Nautilus para o projeto. Foi lançado em Outubro de 2004 nos Estados Unidos. Uma nova sequência foi anunciada em 2005, com o título de Shadow Hearts: From the New World, foi lançado no Japão em 28 de julho de 2005 e nos Estados Unidos em 7 de março de 2006. A série Shadow Hearts é conhecida pelo seu terror psicologico tendo fatos históricos com detalhes fantásticos, muitas vezes com personagens e eventos anacrónico, também conhecido como uma "história secreta". Embora não seja surpreendente em vendas, os jogos da série Shadow Hearts têm desenvolvido uma reputação como jogos "cult" tendo uma base de fãs fieis.

## Listas de Jogos da Série

### Koudelka
Note-se que o jogo "Koudelka" lançado no primeiro PlayStation, foi o primeiro esforço da Sacnoth , é tecnicamente um antecessor da série Shadow Hearts, embora a sua conexão não seja tão forte como a ligação entre os outros jogos. Alguns dos eventos que acontecem em Koudelka são mencionados em Shadow Hearts, e alguns elementos (incluindo personagens) de Koudelka que também aparece em Shadow Hearts.

### Shadow Hearts
Shadow Hearts ocorre quinze anos após Koudelka em 1913, no mesmo universo. Em um ramo da Trans-Siberian Railroad na Manchuria, o protagonista do jogo, Yuri Volte Hyuga (Urmnaf "Uru" Bort Hyuga na versão em japonês), ouve uma voz em sua cabeça dizendo-lhe para resgatar a jovem Alice Elliot, cujo pai sacerdote foi recentemente assassinado de uma maneira brutal em Rouen, França. Depois que um cavalheiro Inglês com o nome do filósofo Roger Bacon tenta raptar Alice a partir do próprio exército japonês, Yuri a salva, e começa uma busca através da China (e eventualmente da Europa) a tentar descobrir a importância de Alice, a intenção de Bacon, a identidade da misteriosa voz , e sua própria relevância.

### Shadow Hearts: Covenant
Shadow Hearts: Covenant (chamado de Shadow Hearts II) é a continuação direta do Shadow Hearts a partir do final trágico. Este jogo apresenta 2 discos em DVD-ROM em vez do habitual 1, que prevê (segundo a editora) mais de 40 horas de jogo.
A cidade de Domremy obstinadamente se recusou a descer para o avanço alemão no início da Primeira Guerra Mundial, graças à ajuda de um "demônio", que parece estar a defendê-la. Karin Koenig tenente do exército alemão é enviado juntamente com uma pessoa que afirma ser um inquisitor do Vaticano, Nicolai Conrad, para adquirir um meio de exorcisar este demónio. No entanto, o "Demônio de Domremy" é , na realidade, o primeiro Harmonixer de Yuri em Shadow Hearts. Yuri, Karin, e Nicolai em breve se envolve numa trama com conspirações secretas, da família real russa, o ministro dos Negócios Estrangeiros japonês, a força mística de Koudelka, e muito mais.
O jogo como um todo foi renovado a partir de Shadow Hearts, incluindo os gráficos, cutscenes, vozes, o modo como o "Judgment Ring" trabalha, e o elenco de personagens. Os jogadores críticos têm sentido agradado com Shadow Hearts: Covenant muito mais do que o primeiro título, e um consenso geral parece que o jogo é uma melhoria global sobre o primeiro Shadow Hearts.

### Shadow Hearts: From The New World
O último título da série Shadow Hearts, intitulado de Shadow Hearts: From The New World, foi anunciado Março de 2005. A XSEED Games, uma empresa constituída por ex-empregados da Square Enix USA, trouxeram Shadow Hearts: From the New World para a América do Norte.
O título começa na América do Norte no ano 1929 e apresenta dois novos personagens principais: um Nova Iorquino de 16 anos chamado Johnny Garland, e  uma mulher nativa americana de 21 anos de idade chamada Shania . Shania tem poderes semelhantes aos de fusão que Yuri do anterior Shadow Hearts tinha, mas ela não é uma harmonixer. Em vez disso, ela faz pactos com os espíritos, em contraste direto a Yuri se transformando em demônios. A história começa com Johnny, um detetive particular, contratado por um homem chamado Gilbert para encontrar alguém chamado Marlow Brown. Quando Johnny encontra o homem, no entanto, uma misteriosa "janela" se abre, e a partir dela surge um monstro de terror. O resto do jogo segue com Johnny, Shania, tentando descobrir a verdade sobre Gilbert e seus planos.
Enquanto alguns podem argumentar que, o "From the New World" se aproxima mais de um spin off do que uma sequência, é importante notar que o jogo tem várias ligações com os jogos anteriores. Ao lado de alguns personagens retornando como (Roger Bacon, Lenny Curtis, Joachim Valentine, Keith Valentine (como o Silver Bat), os  Hildegarde Valentine (como a Peach Bat[morcega pêssego,em ideia de cor{onde em From The New World esse nome muda para Pink Bat,de acordo com o seu nível de caloria}]de Shadow Hearts: Covenant, aqui como um personagem jogável no grupo de Johnny) e Gerard (o lojista), bem como itens o (Émigré Manuscrito), acontecimentos importantes que tiveram lugar em Shadow Hearts 2 são mencionados, como Nicolai (Nicholas).